# Мартингал де Муавра
Мартинга́л де Муа́вра в теории случайных процессов — это простейший пример мартингала.

## Определение
Пусть дана последовательность независимых случайных величин {\displaystyle \{Y_{n}\}_{n\in \mathbb {N} }}, имеющих распределение Бернулли с вероятностью «успеха» равной {\displaystyle p}. Определим случайный процесс {\displaystyle \{X_{n}\}_{n\in \mathbb {N} }} следующим образом:
{\displaystyle X_{n}=\left({\frac {q}{p}}\right)^{\sum \limits _{i=1}^{n}Y_{i}},\quad n\in \mathbb {N} },
где {\displaystyle q=1-p}. Тогда {\displaystyle \{X_{n}\}} является мартингалом и называется мартингалом де Муавра.